# Balcari
I Balcari (in caraciai-balcaro: малкъар - malqar, plurale: малкъарла - malqarla,алан-alan,plurale:аланла-alanla) sono un gruppo etnico di origine turca(parzialmente) della regione del Caucaso, in particolare rappresenta il terzo gruppo etnico della repubblica di Cabardino-Balcaria con oltre 100.000 individui (circa l'11% della popolazione).